# Leandra foveolata
Leandra foveolata är en tvåhjärtbladig växtart som först beskrevs av Dc., och fick sitt nu gällande namn av Célestin Alfred Cogniaux. Leandra foveolata ingår i släktet Leandra och familjen Melastomataceae. Inga underarter finns listade i Catalogue of Life.